# Biblioteca pública de Ma On Shan
La Biblioteca pública de Ma On Shan (en chino: 馬鞍山公共圖書館) es una biblioteca pública situada en la calle 14 de El Chun, Ma On Shan, en la región administrativa especial de Hong Kong al sur de China. Fue inaugurada el 2 de abril de 2005 y construida al lado del parque de Ma On Shan. Ocupa un área de 2.200 metros cuadrados. Tiene un edificio cuya característica principal es su forma cilíndrica. La biblioteca cuenta con más de 150.000 libros.